# Need for Speed: Edge
Need for Speed: Edge (Need for Speed: Online en China) es un videojuego de carreras desarrollado por EA Spearhead y publicado por Nexon  y Tencent para el mercado asiático. El juego se lanzó el 2 de septiembre de 2016 para Android y iOS, y el 14 de diciembre de 2017 para Windows.
La versión para móviles llamada Need for Speed: Edge Mobile está basada en Need for Speed: No Limits de 2015.

## Tipos de eventos

### Un jugador
Los jugadores reciben una recompensa al final de cada evento con un paquete de cuatro cartas de las cuales solo se puede seleccionar una, mientras que siempre se les da otra carta (azul).
- World Race: El jugador corre contra la IA de los oponentes con objetivos adicionales ofrecen recompensas adicionales.
- Free Drive: el jugador puede practicar sus habilidades en una pequeña área de mundo abierto en el condado de Redview.

### Multijugador
Cuenta con varias rutas solo multijugador en las que los jugadores compiten entre sí para llegar primero a la línea de meta. Los jugadores también pueden agarrar potenciadores a lo largo de la ruta para usarlos contra otros jugadores o mejorar su auto actual de manera similar a Pursuit Tech que aparece en Need for Speed: Rivals y power-ups incluidos en Need for Speed: World.
Los eventos multijugador se inician a través de un sistema de lobby que permite a los jugadores ver la ruta de la carrera actual, el nivel de piloto de otros jugadores y una lista de autos que pueden seleccionar para el evento.
- Velocidad: Los jugadores compiten entre sí en carreras y carreras por equipos.
- Objeto: Los jugadores compiten entre sí en una carrera utilizando potenciadores.
- Derrape: Los jugadores compiten entre sí para establecer la puntuación de derrape total más alta a lo largo de una ruta determinada.
- Atrapa la cola: Dos jugadores compiten para pasar al otro en una cantidad determinada de vueltas
- Velocidad clasificada: Los jugadores compiten entre sí en carreras para obtener un rango más alto en una temporada determinada.
- Modo Desafío: Los jugadores compiten en carreras multijugador para ganar puntos. Al ganar cierta cantidad de puntos, se obtienen premios como cajas para automóviles, materiales de actualización parcial y SP.
- Persecución: 4 jugadores intentan llegar a la meta sin ser detenidos por la policía. Los jugadores pueden usar Pursuit Tech para ayudar con su escape.
- Contrarreloj: Los jugadores completan las pistas para obtener premios (paquetes de cartas, partes visuales o según la temporada), y obtendrán una clasificación según el tiempo que establezcan en la carrera.

## Jugabilidad

### Nitroso
Players can earn nitrous through performing driving maneuvers such as drifting, driving in the oncoming lane, and drafting opponents. Nitrous can be used periodically to give a boost to a vehicle's acceleration and top speed.

### Drift Boost
Mientras están derrapando, los jugadores pueden realizar un impulso de derrape que le dará a su vehículo un impulso turbo corto al salir de una esquina. Requiere que el jugador sincronice perfectamente un aviso mientras se desplaza para ganar un impulso de derrape breve.

### Turbo Boost
Turbo Boost es un power-up que aumenta la aceleración de un vehículo, pero una vez activado no se puede desactivar hasta que se agote. Se puede obtener un impulso turbo realizando maniobras de conducción como derrapar, seleccionar oponentes, ganar tiempo en el aire y distancia de salto.

### Power-ups
En los eventos de Item-Mode, los jugadores pueden adquirir power-ups mientras corren a lo largo de la ruta de su evento. Se puede recopilar una amplia variedad de potenciadores; tiras de picos, escudos, turbo. Un jugador solo puede tener dos elementos al mismo tiempo. 

## Personalización

### Partes
Los jugadores pueden mejorar la calificación de rendimiento de sus coches instalando piezas. Hay cinco tipos de piezas; motor, transmisión, nitroso, resistencia y durabilidad. Usando materiales de actualización de piezas, las piezas que ya están instaladas en el automóvil se pueden actualizar. La extracción de piezas del automóvil requiere una tarjeta de desmontaje de piezas.

### Envolturas
Los jugadores pueden visitar una tienda de rotulación para personalizar la apariencia de sus autos. Pueden cambiar la pintura de la carrocería y los colores de las llantas, o aplicar una envoltura a un automóvil. Hay dos tipos de envolturas; envolturas comunes y envolturas exclusivas.

### Matrículas
Las placas de matrícula se componen de dos conjuntos de números: números individuales y números distintos. Los números individuales se pueden cambiar usando un modificador de número individual, pero los números distintos, sin embargo, no se pueden cambiar libremente y son números asignados al azar.
Hay dos tipos de matrículas;
- Normal: Una matrícula de color azul.
- Premium: Una placa de matrícula que no sea de color azul.

### Mejora
Si un jugador posee dos o más del mismo automóvil, puede combinar ambos para mejorar la calificación de fuerza de un solo coche, pero esto también requiere gastar dinero y puede fallar, lo que resulta en la pérdida de uno de los dos coches. El mínimo es +1 y el nivel máximo es +10.

### Producción
Los planos se pueden recopilar hasta un objetivo determinado para producir un coche.

## Coches
Más de 200 coches están destinados a formar parte de Need for Speed: Edge, con todos ellos divididos en varias clases de automóviles que van desde el más alto (SS) al más bajo (C). El sistema de clasificación de clase de automóvil varía entre SS, S, A, B y C.
Además de una calificación de clase, cada coche se califica en cinco factores de rendimiento diferentes que equivalen a una calificación de rendimiento general dentro de una clase de coche.

## Pistas
Las pistas se basan en las de Need for Speed: Rivals, y los modos de pista adicionales están programados para actualizarse después de Rodeo Valley, Dry Hills, Hayes Farm, Emerald Forest, Alpino Pass, Lake Road, Jade Mountain, Blanc Vineyard y Dust Airfield.

## Banda sonora
La banda sonora presenta artistas como The Qemists, Fall Out Boy, The Dead Weather y Major Lazer.

## Desarrollo y lanzamiento
Las primeras noticias sobre el juego aparecieron 1 de julio de 2015. El primer adelanto de "Need for Speed: Edge" se publicó en YouTube el 3 de noviembre del mismo año, después del lanzamiento de Need for Speed. Los gráficos de Edge se basan en el motor de juego Frostbite 3. Cabe destacar que en los primeros videos sobre el juego, publicados después del anuncio en la exhibición G-Star, los desarrolladores tomaron prestado el diseño y las características de juegos como Need for Speed: Rivals de "desenfocar".
Fue posible registrarse para la prueba beta del juego del 12 al 22 de noviembre de 2015. Del 26 al 29 de noviembre del mismo año, se llevó a cabo la primera prueba beta solo para Corea del Sur. Luego pasaron más pruebas del 8 al 20 de marzo de 2016 y del 24 al 27 de marzo. El 19 de abril tuvo lugar la presentación de la versión china del juego. El proyecto se publicará en la región como Need for Speed: Online y será publicado por Tencent. En la pasada conferencia dedicada al juego, se conocieron las fechas de la primera prueba beta cerrada. Se desarrolló del 26 de abril al 2 de mayo, y el reclutamiento de participantes se prolongó hasta el 25 de abril. En agosto tuvo lugar la segunda prueba beta, en la que se dispuso de más coches y pistas. En enero de 2017, se llevó a cabo la tercera y última prueba beta.

## Cierre
Los servidores del juego se cerraron el 30 de mayo de 2019.